# Alfonso Ugarte de Chiclín
El Club Sport Alfonso Ugarte, más conocido como Alfonso Ugarte de Chiclin, es un club de fútbol peruano, de la ciudad de Trujillo en el Departamento de La Libertad. Fue fundado el 1 de agosto de 1917 y actualmente juega en la Copa Perú.
Fue el primer campeón de la Copa Perú, sus años en el fútbol profesional peruano lo hicieron ganarse la simpatía de la afición trujillana, motivo por lo que se le considera el segundo equipo de mayor tradición y arraigo popular en la ciudad de la eterna primavera.
En la tabla histórica del fútbol peruano se ubica en el puesto 88° tras una pésima campaña durante 2 temporadas que estuvo en primera división.
Su clásico histórico es el Carlos A. Mannucci con el que protagoniza el Clásico Trujillano, condición que ganó tras la serie de encuentros jugados en la Copa Perú, este terminó siendo el rival directo del cuadro de Chiclín. En la actualidad, Carlos A. Mannucci se encuentra disputando la primera división del fútbol peruano, mientras que Alfonso Ugarte se encuentra en la Liga Distrital de Trujillo.

## Historia

### Fundación
El 1 de agosto de 1917 se fundaba el Club Alfonso Ugarte en la Hacienda Chiclín cerca a Trujillo. Nadie presagiaba hasta ese momento que aquel modesto equipo llegaría con el tiempo a protagonizar una gran historia en el fútbol amateur peruano. Con el transcurrir de los años sus triunfos hicieron que fuese ganando la simpatía y la adhesión de su pueblo, ya que desde sus orígenes fue un gran representante de la clase trabajadora. Ante la ausencia  del acta de constitución de esta institución deportiva de fútbol, se crearon dos versiones sobre el día de su fundación, la primera es la que indican que se conforma el 1 de agosto de 1917; mientras que otros manifiestan que se fundó el 17 de agosto del mismo año. Y eso se refleja en el hallazgo periodístico de los años de 1970 en el diario “La Industria”, y la otra encontrado en el diario “La Gaceta” del año de 1967, respectivamente; pero, en registros públicos se ha asentado el 1 de agosto de 1917 la fundación de este glorioso equipo de fútbol.
A lo largo de su historia, el Club Deportivo Sport Alfonso Ugarte de Chiclín, se inicia participando en la Liga de Fútbol del Valle Chicama aproximadamente en los años de 1922 hasta el año de 1935, en que decide trasladarse a participar en la liga de fútbol de Trujillo. Eso no significó dejar la Liga de la actual provincia de Ascope, por el contrario tuvo dos equipos de fútbol participando en las dos ligas; los “rojos” que era el equipo titular y el más competitivo estuvo en la liga trujillana y los de color “blanco” que era denominado el equipo de reserva participaban en la Liga de Chicama.
Es importante indicar que la participación del Club Alfonso Ugarte de Chiclín en la Liga de Fútbol de Trujillo, lo llevó a mantenerse entre los primeros lugares y disputar el título en muchas ocasiones. Por lo que, la estadística que se tuvo desde el año de 1922 hasta el año de 1935, los “Diablos Rojos” obtuvieron 15 títulos de liga en el Valle Chicama; mientras que desde el año de 1935 hasta el año de 1965, los ugartinos llegaron a obtener 17 títulos en la Liga de Fútbol de Trujillo

### En la Liga de Trujillo
Es importante indicar que en estos años, no había o existían campeonatos de la Liga, ni tampoco descentralizado a nivel nacional e internacional; ya que, las contiendas deportivas se realizaban según invitaciones y contactos entre autoridades. Por lo que, al Alfonso Ugarte de Chiclín se los invitaba gracias a la presencia política y económica que tenían los hacendados en aquellos tiempos. Los dueños de la Hacienda, particularmente Rafael Larco Herrera, era el que se encargaba de organizar y trasladar el equipo a la ciudad de Lima o en su defecto algunos partidos se realizaban en Trujillo, o en otros casos lo que hoy se le denomina Centro Poblado de Chiclín en el distrito de Chicama.
La mayoría de los jugadores que conformaban este glorioso equipo de fútbol, eran trabajadores de la hacienda; por lo tanto, su representatividad no tan solo era a nombre de la hacienda, sino también a la clase trabajadora existente en este lugar. Muchos de ellos, practicaban el deporte y también tenían la oportunidad de trabajar, específicamente en el área de taller y de oficina.
En esta etapa, hubo muchos partidos nacionales e internacionales que le tocó jugar al “Alfonso Ugarte” de Chiclín; para lo cual, vamos a recoger los aportes del periodista trujillano, Pedro Villanueva Rojas, quien describe de la siguiente manera:

"En aquel entonces, el Sport Boys era la sensación del Futbol peruano, y como tal enfrentó al “Alfonso Ugarte” que lo invitaron para jugar un partido preliminar del encuentro entre las selecciones de Uruguay y Argentina, por la definición del Título Sudamericano realizado por la celebración del IV Centenario de fundación de la ciudad de Lima. Alfonso Ugarte gano el partido por 5 a 0 al Sport Boys. Con cuatro goles de Alfonso “Cohete” Ugarte y uno de “Choquilla” Salavarría.

En otra ocasión el Sport Boys ya era campeón del Futbol Peruano y después se convirtió en la base de la selección peruana que asistió a las Olimpiadas de Berlín del año 1936, fue un partido de revancha que el Ugarte concedió al Sport Boys, quedando empates 1 a 1. El público lleno las tribunas del estadio, saludó la presencia de los chiclinenses luciendo pañuelos blancos en alto. Los goles lo anotaron: “Choquilla” Salavarría de tiro libre por el Ugarte y Jorge “Campolo” Alcalde de penal por el Boys.
En un tercer partido en el mismo Estadio Nacional, y contando con el aliento del numeroso público. Alfonso Ugarte de Chiclín, llamado los “Diablos Rojos”,  le ganó al Sport Boys 2 a 0, con anotaciones de  Carlos “Foco” Alva y Luis “Choquilla” Salavarría; la afición limeña ya lo identificaba al Alfonso Ugarte, como los “Diablos Rojos” de Chiclín, además de llamarlo “La Sombra Roja del Sport Boys”, porque en dos partidos jugados en el año 1,935, Ugarte le ganó 5 a 0, el primero, y empataron 1 a 1, en el segundo encuentro.
Alfonso Ugarte de Chiclín, enfrentó a la Selección peruana, que se preparaba para participar en el sudamericano en Brasil, y para probar su rendimiento la Federación invito a los “Diablos Rojos” de Chiclín, para realizar un partido de despedida en el Estadio Nacional. Al finalizar el primer tiempo ganaba el Alfonso Ugarte 3 a 1. En el entretiempo hubo conversaciones entre dirigentes, y al finalizar el partido empataron 4 a 4; notándose que el rendimiento de los Chiclinenses ya no fue el mismo en el segundo tiempo.

Con las tribunas del Estadio totalmente llenas de aficionados, Alfonso Ugarte le ganó 1 a 0 al Sport Boys del Callao, recientemente consagrado Primer Campeón Profesional del Futbol peruano, que tenía entre sus integrantes a Valeriano López, famoso por sus fuertes cabezazos y que venía de triunfar en el futbol colombiano. Llamado también el “Dorado Colombiano” por la cantidad de dinero que pagaban y la calidad de jugadores extranjeros que actuaban. El numeroso público que asistió al Estadio trujillano, fue a ver jugar y aplaudir a Valeriano López, pero terminaron aplaudiendo al defensa chiclinense Ángel “Cañería” Aguilar, que cumplió una gran actuación, ya que anuló a Valeriano López.
Pedro Villanueva Rojas

En efecto, en 1933 se presenta por primera vez en Lima cayendo ante Universitario en el Estadio Nacional. Durante esa década jugó varios amistosos en la capital ante equipos peruanos y del exterior en 1936 se enfrentó al equipo argentino de Gimnasia y Esgrima de Ciudadela, con el que perdió 3-2. Al año siguiente, empató a cuatro goles con Audax Italiano de Chile y derrotó 3-2 al San Cristóbal de Brasil, equipo que venía de vencer a Alianza Lima y Universitario.
El apelativo de Diablos Rojos se lo ganó cuando el 23 de septiembre de 1942, derrotó 2-1 a Independiente de Avellaneda, por entonces campeón de Argentina, en un amistoso jugado en Trujillo.

"En cierta oportunidad llegaron a Lima los equipos de Audax de Chile; Estudiantes de la Plata de Argentina; y San Cristóbal de Brasil, que les ganaron a Sport Boys del Callao, Alianza Lima y Universitario de Deportes. Los Chiclinenses en los primeros partidos empataron y a los brasileños les ganaron, vengando las derrotas de los equipos limeños.”

 “Alfonso Ugarte de Chiclín empato 4 a 4 con el Audax Italiano de Chile. Fue el segundo partido internacional del Ugarte, que se jugó a estadio lleno. Los chilenos ganaban 4 a 3 pero en los minutos finales, los chiclinenses empataron con un extraordinario gol de “Cohete” Ugarte que anoto de palomita. En aquel partido Jaime López, jugo muy bien y anotó un gol. Por la forma como se movía en el campo de juego, el narrador deportivo, de ese entonces, Juan Sedó, dijo “este hombre se parece a un pato loco”. Por entonces estaba de moda la figura del “Pato Donald”, apelativo que le quedo a don Jaime López por siempre.”
“Alfonso Ugarte de Chiclín, ganó al Sao Cristóbal de Brasil, con 3 a 2, en el Estadio Nacional. Fue el primer triunfo internacional del Alfonso Ugarte de Chiclín al ganarle al Sao Cristóbal de Brasil don esa diferencia; los brasileños le habían ganado al Universitario de Deportes y Alianza Lima. Al día siguiente el periodista “Lolo” Carrera del diario La Crónica, Público: “Jugando a velocidad desconcertó a los cariocas, además de mostrar gran bravura y buen nivel técnico, Ugarte se impuso por 3 goles a 2. Los tantos chiclinenses fueron  Los goles  macados por  Lauro Quipuzco, “Cohete” Ugarte, y “Choquilla” Salavarría, de violento tiro que hizo explotar de júbilo al público, que seguía con entusiasmo y cariño las actuaciones de este buen equipo provinciano”.

“Alfonso Ugarte de Chiclín  2 Independiente de Avellaneda de Argentina 1. Los goles fueron convertidos por “Cohete” Ugarte anoto dos goles por el Alfonso Ugarte y el peruano Jorge Alcalde para el Independiente de Avellaneda, que vino como refuerzo".
Pedro Villanueva Rojas

En la década de los 50, del siglo pasado también hubo partidos importantes como la que fue con el Always Ready de Bolivia, donde los “Diablos Rojos” ganaron dicho partido de fútbol, jugado en el Estadio Mansiche de Trujillo. Sin embargo, a partir de aquella fecha, el Alfonso Ugarte; ya no pudo tener partidos internacionales debido a muchos factores; se comienza a institucionalizar el fútbol a nivel nacional, donde Trujillo se convierte en una de las principales e importantes plazas deportivas; motivo por el cual, se constituye la liga Distrital de Fútbol, el “Alfonso Ugarte” de Chiclín, se convierte en uno de los  actores locales más importantes conjuntamente con otros clubes deportivos de aquella época que también existían como fueron: “Carlos Tenaud”, “Sport Rambler”, con quienes se convirtieron en poco tiempo en clásicos del fútbol trujillano.
Del mismo modo, en esta década el club chiclinense, a inicios del quinquenio tuvo una etapa importante dentro de la historia del balompié liberteño; pero a la  vez, comenzó una etapa de debacle, particularmente en el año de 1956 en que desciende. Pero, posteriormente, en el año de 1957 se repone campeonando en Segunda regresando a Primera División; en el año siguiente en 1958 comienza a pelear el título de la Liga Trujillana, llegando a ser campeón consecutivo por cinco años seguidos. 
A fines de la década del 50, del siglo pasado, el Alfonso Ugarte tiene encuentros de fútbol importantes  como lo fue con la Academia “José Soriano”; este cotejo se realizó en el Estadio de Chiclín, teniendo los resultados de 3 a 1, a favor de los “Diablos Rojos” de Chiclín; posteriormente, en el año de 1958 los ugartinos se enfrentan al Alianza Lima ganando los primeros por 3 goles a 1. 
En esta etapa, los ugartinos arman un gran equipo de fútbol contratando a la mayoría de los que jugaron en la Selección de Trujillo, y que muchos de ellos fueron a jugar en el “Mariscal Orbegoso” de Chiquitoy, como: Vicente “Chocolatín” Montero, Luis Rubiños, “Pilón” Chávez, “Picola” Flores, “Ronco” Rodríguez, “Can Can” Quiñe, Jorge Canales (vino del Mariscal Sucre de Lima), “Taca Taca” Muñoz, Marcelino Arroyo (vino de Chincha), entre otros jugadores que vistieron la casaquilla ugartina.
Del mismo modo, hubo algunos jugadores de la temporada anterior que también siguen en este equipo, como: Erasmo Gamboa, Carlos “Cobo” Vallejos, Constante “Melachoni” Mendoza, “Pepón” Alcántara, José “Chicamero” Quispe, Ismael “Pele” Aguilar. Quienes armaron uno de los equipos importantes que ha tenido a lo largo de sus cien años.
Así como algunos dejaban el club por la edad como otros que no los convocaban o no les renovaban su contrato se iban a jugar a otros equipos de Trujillo; del mismo modo, se iban incorporando otros deportistas que recién comenzaban aparecer en este lugar destacando toda una generación de deportistas provenientes del “Defensor Chiclín” y de la Academia “Diablitos Rojos”, este último recién comenzaba a organizarse institucionalmente. A partir de la década de los 60, comenzaron a incorporarse otros jugadores chiclinenses como: Julio Carpio Mendoza, Julio Larrea Espinoza, Segundo “Perro” Mendoza Loayza, Lorenzo “Lolito” Paredes Alfaro, Alfredo “Coco Cúchala” Larios Vásquez, Jorge “Zorrillo” Quipuzco Valderrama, Carlos “Chicharra” Pereda, entre otros.
De esa manera pudieron tener el título durante muchos años, y el liderazgo dentro de la Liga de Trujillo. Además, durante esta etapa, los ugartinos tuvieron invitaciones de diferentes lugares del país, para participar en campeonatos cuadrangulares, relámpagos o partidos amistosos obteniendo muchos triunfos y galardones para la institución deportiva, como también para Chiclín.
A inicios de la década del 60 nuevamente el Alfonso Ugarte, es invitado a jugar un partido internacional con el equipo Racing de Uruguay, empatando el partido con gol de “Lolito” Paredes, donde el arquero lo corre todo el partido para felicitarlo; pero él pensaba que lo corría para pegarle por el grandioso gol que le hizo; y antes de que el club juegue en los Torneos Descentralizados en Lima, el equipo chiclinense es invitado a jugar en diferentes lugares del país, destacando su participación, llenando estadios por ver a un equipo provinciano; inclusive en el año de 1967, antes de iniciar su campaña hacia la final de la Copa Perú, es invitado a participar en el Campeonato Cuadrangular del Cuzco, conjuntamente con el Universitario de Deportes, Cienciano (anfitrión) y el Mariano Melgar de Arequipa; en este cuadrangular los ugartinos obtienen el título de Campeón.

### Invitación a Primera División
A inicios de 1966, tras lograr el título de la liga trujillana, la Federación Peruana de Fútbol le cursó una invitación para participar en el primer Torneo Descentralizado junto al FBC Melgar, Atlético Grau y Octavio Espinoza, iniciándose de esta manera los campeonatos descentralizados. Se convirtió el 13 de agosto de ese año en el primer equipo provinciano que jugó un partido en Primera empatando a cero con Sporting Cristal. En esta primera experiencia en la profesional Alfonso Ugarte culminaría en el puesto 12 de un total de 14, debiendo jugar la Copa Perú tal y como lo establecían las bases del torneo.

### Primer Campeón de la Copa Perú
Al año siguiente el recién descendido iniciaría su participación en la Copa Perú 1967 enfrentando a Sanjuanista, campeón departamental de La Libertad, al que eliminó en tres partidos. Tras superar la Etapa Regional, clasificó a la etapa nacional y disputando la gran final en el mes de mayo. En aquella liguilla logró el título de la misma tras vencer por 3-2 al CNI de Iquitos en la última fecha, lo que le permitió superar en la tabla al Juan Aurich y Octavio Espinoza regresando nuevamente a la máxima categoría. El entrenador de esa campaña fue el argentino Ángel Fernández Roca y el equipo habitualmente formaba con Antonio Sanguinetto; Oscar Villalobos, Constante Mendoza, Erasmo Gamboa, Jorge Arce, José "Chicamero" Quispe, José Farías Negrini, José Dioses, Tito Salavarria, Raúl Carrión, Manuel "Meleque" Suárez y Jorge Quipuzco. También formaron parte del plantel Carlos Vichera, Pedro Montero, José Vergel entre otros jugadores.
Para el Campeonato Descentralizado 1967 los triunfos no serían sus mejores aliados y culminó en la última posición regresando a la liga de Trujillo donde se encuentra hasta hoy con más pena que gloria.
En el año de 1980, después de muchos años en el Estadio Mansiche, nuevamente vuelve el “Alfonso Ugarte” se enfrenta al campeón  Departamental de Lambayeque, me refiero a los “Aguerridos de Monsefú”, a quien le ganan por la suma de 3 a 1. Posteriormente, este equipo Lambayecano llega a jugar la final de la Copa Perú de ese año.

### Campañas en la Liga de Trujillo 2012 - 2017
En el 2012, Alfonso Ugarte quedó penúltimo en la Liga de Trujillo y descendió a la Segunda Distrital de Trujillo. La falta de planificación le pasó factura a los Diablos Rojos. Si con algo cuenta el cuadro trujillano es con una incondicional hinchada que está dispuesta a realizar más de un esfuerzo con tal de ver nuevamente a su equipo en el pelotón de candidatos a llevarse el título distrital. El 25 de enero, la Liga Deportiva Departamental de Fútbol de La Libertad, confirmó que, el Club Sport Alfonso Ugarte de Chiclín, seguirá en la primera División de Fútbol, en reemplazo del renunciante Club Sport Alianza Trujillo.
En el 2013 Alfonso Ugarte no daba esperanza ni al más ferviente de sus hinchas. Peor aún, en el debut se topó con un Universitario UPAO que apunta a pelear arriba. Entonces, ocurrió lo obvio: los 'Diablos Rojos', primer campeón de Copa Perú, fue humillado con un inapelable 7-0. Jairo Chung abrió el camino de la goleada a los 12'. A los 30', Juan Paico ponía el 2-0. Luego, llegó un doblete de Marco Llave (32' y 42') permitía a UPAO cerrar el primer tiempo con un 4-0. En el complemento, dos goles de Kenji Aparicio -hermano de Kohji que también juega en UPAO- a los 74' y 83' elevaba la cifra a seis. Pero faltaba un gol más de Marco Llave sobre los 90', que completaba así un triplete personal.
Carlos A. Mannucci gozaba de amplio favoritismo para imponerse a Alfonso Ugarte de Chiclín. Incluso, las apuestas hablaban de cuantos goles recibiría el primer campeón de la Copa Perú, dado el terrible debut de hace una semana ante UPAO. Pero, esta vez, los 'Diablos Rojos' fueron más cautos y prefirieron la defensa casi a ultranza. Eso le permitió mantener el cero en su arco, ayudado por la poca fortuna de los atacantes carlistas para marcar. Pero en la segunda etapa, la historia tomaría tonos en tricolor. Sobre los 53', Alejandro Ramírez ejecutó un tiro libre, ante el que el arquero ugartino, Marcos Saldaña, dio rebote. Ahí apareció Johan Isla para añadirla y decretar el 1-0. Ya sobre el final, y con Luis 'Pompo' Cordero en el campo -debutaba con camiseta de Mannucci- llegaba el 2-0. Precisamente, el ex UTC, de cabeza, establecía el 2-0 final.
En la quinta fecha el sufrimiento de Alfonso Ugarte de Chiclín parece amenguarse un tanto con su primera victoria del torneo a costas de Santa Isabel. Los 'Diablos Rojos' vencieron 2-1 a los 'santos'. Kevin Múñoz adelantaba al primer campeón de la historia de la Copa Perú (30'). Pero Jhonar Ruiz empataba apenas iniciado el segundo tiempo (47'). Sin embargo, Carlos Lupérdiga le dio la victoria a los de Chiclín a falta de 5' para el pitazo final.
Por otra parte, esta vez por la liguilla por el descenso, que se reanudó tras una semana sin actividad, Alfonso Ugarte de Chiclín sucumbió ante Santa Isabel y ahora sí, de manera oficial, ambos equipos perdieron la categoría.

### Campañas en la Copa Perú
En el 2017 después de muchos años lograría el campeonato de la liga distrital de Trujillo, el subcampeonato provincial de Trujillo y el subcampeonato de la liga departamental de La Libertad lo que le daría derecho a competir el la Copa Perú 2017 donde obtendría el puesto 29 al final quedando eliminado.
Volvió a clasificar a la Etapa Nacional en la Copa Perú 2023 tras lograr el subcampeonato departamental luego vencer en desempate a San Pedro del Valle. Fue eliminado en primera fase al terminar en el puesto 50 de la tabla general.

## Uniforme
- Uniforme titular: Camiseta roja escarlata, pantalón blanco, medias rojas.
- Uniforme alternativo: Camiseta blanca, pantalón rojo, medias blancas.

### Uniforme titular
| 1917-1970 | 1980 | 1995 |

### Indumentaria y patrocinador
| Periodo              | Patrocinador |
| -------------------- | ------------ |
| 2012-2018            | Walon        |
| 2019                 | Balloon      |
| 2020-2021            | Rosas        |
| 2022                 | Ninguna      |
| 2023 (Enero - Junio) | Franyer      |
| (Julio 2023) - act.  | Yonel        |

| Periodo   | Patrocinador |
| --------- | ------------ |
| 2010      | TANK'S PERU  |
| 2020-act. | SALABUS      |
| 2023-act. | AguaFiel     |

## Estadio

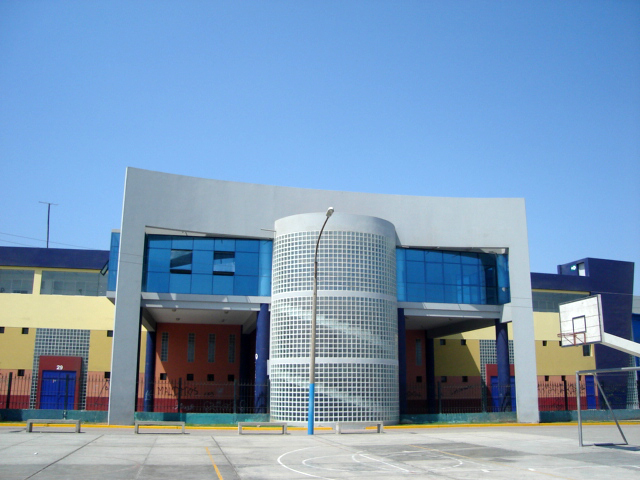
Estadio Mansiche

El club juega de local en el  Estadio Mansiche de Trujillo que fue inaugurado el 12 de octubre de 1946. El primer partido, jugado ese mismo día, fue entre los cuadros del Club Social Deportivo Trujillo y Sport Tigre de Trujillo. También utiliza ocasionalmente el Estadio Municipal de Chiclín

## Sede
Alfonso Ugarte cuenta con su local propio ubicado en la cuadra 6 de la Avenida Larco en la localidad de Chiclín.

## Rivalidades

### Clásico Trujillano
Alfonso Ugarte de Chiclín y Carlos A. Mannucci tienen una gran rivalidad, más aún durante fines de los años 60 y la década del 70 en que ambas escuadras representaban a Trujillo en el fútbol nacional y luchaban por tener la preferencia de la afición trujillana. Ugarte campeonó en la primera edición de la Copa Perú y Mannucci lo hizo en la segunda y tercera, pero los carlistas continuaron en el fútbol profesional y sacaron ventaja de un Ugarte que nunca volvió.
Tras el descenso tricolor en 1994, la rivalidad entre ambas escuadras volvió a manifestarse en la liga trujillana con grandes encuentros disputados a estadio lleno, aunque la poca inversión realizada por Ugarte en los últimos años le ha restado poderío y expectativa al tradicional “clásico trujillano”. solo por referencia su más clásico rival del glorioso Alfonso Ugarte de Cliclin, fue El Sport Rambler de Salaverry otro equipo Glorioso del Puerto de Salaverry, hagan historia y escriban de este buen equipo Salaverryno que tubo grandes figuras como tiburon Céspedes,culebron Azalde,pajarada Pesantes,cocobolo Hurtado,la gata Morales y muchos otros más gracias

## Datos del club
- Puesto histórico: 88.º[14]
- Temporadas en Primera División: 2 (1966 y 1967)
- Temporadas en Segunda División: 0
- Mayor goleada conseguida:
  - En campeonatos nacionales de local: Alfonso Ugarte 10:3 Unión Huamachuco (2023)
  - En campeonatos nacionales de visita: El Inca 0:4 Alfonso Ugarte (24 de septiembre del 2017)
- Mayor goleada recibida:
  - En campeonatos nacionales de local: Alfonso Ugarte 1:8 Defensor Lima (18 de septiembre de 1966)[15]
  - En campeonatos nacionales de visita: Universitario 7:0 Alfonso Ugarte (1967)
- Mejor puesto en la liga: 12.º
- Peor puesto en la liga: 14.º

## Jugadores

### Futbolistas históricos
- José Eusebio Soriano
- Juan Honores
- Feder Larios
- Elias Lomparte
- Jaime López
- Alfonso Cohete Ugarte
- José Chicamero Quispe

## Entrenadores
- Máximo Lobatón (1966)
- Ángel Fernández Roca (1966-1967)
- Moisés Barack (1995)
- Luis Cordero (2017)
- Julio García Ruiz (2019-2022)
- José Ríos Rodríguez (2023)
- Marco Sampén (2023)
- Danny Córdova (2023)
- Hugo Solorzano (2024)
- Julio César Vargas (2025)

## Palmarés

### Torneos nacionales
| Competición nacional | Títulos | Subcampeonatos |
| -------------------- | ------- | -------------- |
| Copa Perú (1/0)      | 1967.   |                |

### Torneos regionales
| Competición regional                          | Títulos | Subcampeonatos                                        |
| --------------------------------------------- | --- | ----------------------------------------------------- |
| Etapa Regional - Región Norte B (2/0)         | 1967, 1969. |                                                       |
| Liga Departamental de La Libertad (4/5)       | 1968, 1970, 1989, 1990.                                                                                        | 1971, 1978, 1995, 2017, 2023.                         |
| Liga Provincial de Trujillo (6/0)             | 1978, 1981, 1989, 1995, 2017, 2023.                                                                            |                                                       |
| División de Honor de Trujillo y Chicama (1/0) | 1947. |                                                       |
| Liga Distrital de Trujillo (17/9)             | 1948, 1958, 1959, 1960, 1964, 1965, 1968, 1969, 1970, 1971, 1975, 1978, 1981, 1989, 1995, 2017, 2025. (Récord) | 1952, 1963, 1972, 1974, 1977, 1980, 1996, 2019, 2023. |
| Segunda División Distrital de Trujillo (1/0)  | 1957. |                                                       |

### Torneos amistosos
- Cuadrangular de Arequipa: 1962.
- Torneo Relámpago: 2022.